# Наш (округ)
Округ Наш (англ. Nash County) располагается в штате Северная Каролина, США. Официально образован в 1777 году. По состоянию на 2010 год, численность населения составляла 95 840 человек.

## География
По данным Бюро переписи США, общая площадь округа равняется 1406,371 км2, из которых 1398,601 км2 суша и 5,180 км2 или 0,450 % это водоёмы.

## Население
По данным переписи населения 2000 года в округе проживает 87 420 жителей в составе 33 644 домашних хозяйств и 23 920 семей. Плотность населения составляет 62,00 человека на км2. На территории округа насчитывается 37 051 жилых строений, при плотности застройки около 26,00-ти строений на км2. Расовый состав населения: белые — 61,94 %, афроамериканцы — 33,93 %, коренные американцы (индейцы) — 0,45 %, азиаты — 0,57 %, гавайцы — 0,02 %, представители других рас — 2,06 %, представители двух или более рас — 1,02 %. Испаноязычные составляли 3,36 % населения независимо от расы.
В составе 32,70 % из общего числа домашних хозяйств проживают дети в возрасте до 18 лет, 52,70 % домашних хозяйств представляют собой супружеские пары проживающие вместе, 14,50 % домашних хозяйств представляют собой одиноких женщин без супруга, 28,90 % домашних хозяйств не имеют отношения к семьям, 25,00 % домашних хозяйств состоят из одного человека, 9,60 % домашних хозяйств состоят из престарелых (65 лет и старше), проживающих в одиночестве. Средний размер домашних хозяйств составляет 2,54 человека, и средний размер семьи 3,02 человека.
Возрастной состав округа: 25,40 % моложе 18 лет, 8,50 % от 18 до 24, 30,10 % от 25 до 44, 23,50 % от 45 до 64 и 23,50 % от 65 и старше. Средний возраст жителя округа 36 лет. На каждые 100 женщин приходится 92,70 мужчин. На каждые 100 женщин старше 18 лет приходится 89,10 мужчин.
Средний доход на домохозяйство в округе составлял 37 147 USD, на семью — 44 769 USD. Среднестатистический заработок мужчины был 32 459 USD против 24 438 USD для женщины. Доход на душу населения составлял 18 863 USD. Около 10,30 % семей и 13,40 % общего населения находились ниже черты бедности, в том числе — 17,80 % молодежи (тех, кому ещё не исполнилось 18 лет) и 15,20 % тех, кому было уже больше 65 лет.